# 京畿道 (朝鮮八道)
京畿道（キョンギド、けいきどう）は李氏朝鮮の行政区画、朝鮮八道の一つ。京畿道地方（京畿地方）は現在の大韓民国の京畿道、ソウル特別市、仁川広域市の大部分、及び朝鮮民主主義人民共和国（北朝鮮）の開城特別市を合わせた地域。北を黄海道に、東を江原道に、南を忠清道に接する。西は、黄海（朝鮮名西海（ソヘ））に面している。
京畿道は高麗時代に成立したが、現在とは異なり開城周辺の限られた地域のみで、ソウルを含む大部分の地域は楊広道であった。李氏朝鮮時代になると楊広道が分割され、北半分を京畿道に編入し、残りの部分を忠清道として再編した。
首都漢城府（ソウル）は京畿道内にあったが、外官職（地方官庁）ではなく、京官職（中央官庁）とされ、中央官僚たる漢城判尹が統治した。

## 「経国大典」による道内地方区分

### 府（長官：判尹＝正二品相当）
- 漢城府

### 府（長官：留守＝従二品相当）
- 開城府

### 牧（長官：牧使＝正三品堂下相当）
- 広州牧、驪州牧、坡州牧、楊州牧

### 都護府（長官：都護府使＝従三品相当）
- 水原都護府、江華都護府、富平都護府、南陽都護府、利川都護府、仁川都護府、長湍都護府

### 郡（長官：郡守＝従四品相当）
- 楊根郡、豊徳郡、安山郡、朔寧郡、安城郡、麻田郡、高陽郡

### 県（長官：県令＝従五品相当）
- 龍仁県、振威県、永平県、陽川県、金浦県

### 県（長官：県監＝従六品相当）
- 砥平県、抱川県、積城県、果川県、衿川県、喬桐県、通津県、交河県、漣川県、陰竹県、陽城県、陽智県、加平県、竹山県

## 出身有名人
- 安鼎福（学者）
- 丁若鏞（学者）
- 黄真伊（女流詩人）
- 崔益鉉（学者）
- 趙光祖（政治家・学者）
- 李恒老（学者）
- 金若松  (将軍)
- 李舜臣（将軍）
- 黃喜（政治家）
- 徐敬德（学者）
- 李元翼（政治家）
- 李睟光（政治家・学者）
- 許浚（医者）
- 金弘道（画家）
- 尹善道（政治家・歌人）
- 柳馨遠（学者）
- 柳得恭（学者）